# Projektet Brunnen

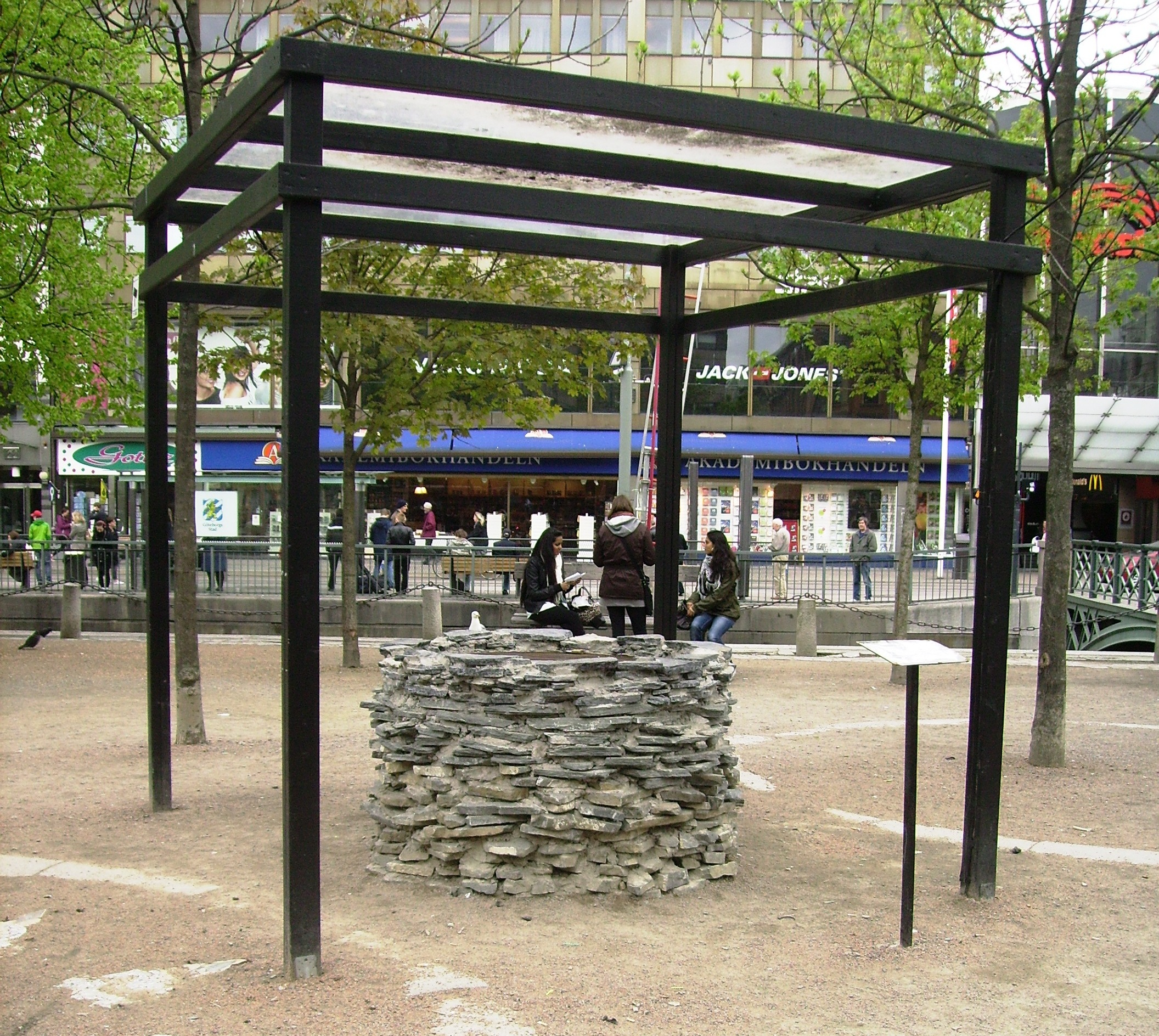
Brunnen

Brunnen är ett konstverk från 2008 som står på Brunnsparken i Göteborg.
Den är uppförd av konstnären Mandana Moghaddam. Meningen är att man skall kunna samtala med människor i avlägsna länder. I Seoul, New Delhi och Bangalore står liknande brunnar. Iranska myndigheter stoppade verkets uppförande i centrala Teheran, där Moghaddam sökte koppla ihop en befintlig brunn med Brunnsparkens brunn. Den första brunnen ingick i konstprojektet Spotcity 2008.
Projektet brunnen stöds av Svenska institutet, föreningen Spotcity, Göteborgs kulturförvaltning och Västra Götalandsregionens kulturnämnd.